# Chelonus erosus
Chelonus erosus is een insect dat behoort tot de orde der vliesvleugeligen (Hymenoptera) en de familie van de schildwespen (Braconidae). De wetenschappelijke naam van de soort werd voor het eerst geldig gepubliceerd door Gottlieb August Wilhelm Herrich-Schäffer in 1838.